# Mamaia
Mamaia je letovišče ob Črnem morju v Romuniji, v okrožju Konstanca.

## Zemljepisni položaj
Mamaia je najbolj priljubljeno letovišče v Romuniji. Naselje se nahaja  severovzhodno od centra mesta Konstanca. Naselje je skoraj popolnoma nenaseljeno s stalnimi prebivalci, saj se ocenjuje, da je imelo leta 2010 stalno bivališče v naselju okoli 50 prebivalcev. Naselje je množično poseljeno poleti, ko tukaj prebiva več tisoč obiskovalcev in gostov, predvsem v obdobju od srede junija do srede septembra.
Mamaia se nahaja na ozkem traku zemljišča, dolgem približno 8 km in širokim samo 300 m, med Črnim morjem in jezerom Siutghiol. Nadmorska višina naselja je 7 m.

## Turizem
Osnovna dejavnost v naselju je turizem, saj številne plaže omogočajo kopanje od srede junija do srede septembra, ko se dnevne temperature zraka gibljejo med 25 in 30 stopinj Celzija. Morska voda ostane topla do sredi jeseni.
V naselju so hoteli srednje do zgornje kakovosti, najboljši so ocenjeni s štirimi ali petimi zvezdicami. Prisotno je tudi veliko število zasebnih klubov in vodni park.
Na severu naselja so tudi urejena področja za kampiranje.

## Srečanje predsednikov
Mamaia je gostila 11. srečanje predsednikov držav in vlad Srednjeevropske pobude v času med 27. in 28. majem 2004.

## Galerija
- Napis dobrodošlice v Mamaii
- Plaža
- Vodni park
- Plažna hiša leta 1916